# Синемукса
Синемукса — озеро на территории Ведлозерского сельского поселения Пряжинского района Республики Карелия.

## Общие сведения
Площадь озера — 5 км², площадь водосборного бассейна — 44,8 км². Располагается на высоте 58,6 метров над уровнем моря.
Форма озера лопастная, продолговатая: вытянуто с юго-запада на северо-восток. Берега каменисто-песчаные, местами возвышенные.
Из юго-западной оконечности Синемукса короткой протокой соединяется с рекой Видлицей.
В озере не менее десятка малых островов без названия, их количество может варьироваться в зависимости от уровня воды.
На берегу озера расположен посёлок Кинелахта, через который вдоль северо-западного берега Синемуксы проходит грунтовая дорога местного значения 86К-1 («Видлица — Кинелахта — Ведлозеро»). Вдоль юго-восточного берега также проходит просёлочная дорога, служащая подъездом к деревне Ламбинаволок, также находящейся на берегу Синемуксы.
Код объекта в государственном водном реестре — 01040300211102000014503.

## Панорама

Панорама